# Ericeia dysmorpha
Ericeia dysmorpha là một loài bướm đêm trong họ Erebidae.